# Battonya
Battonya (románul Bătania, szerbül Батања, horvátul: Batanja) város a Dél-Alföldi régióban, Békés vármegyében, a Mezőkovácsházai járásban.

## Etimológia
Első említése 1340-ból Both Anya, amely egy Anya nevű, nagy határral bíró egykori település Both nevű személy által birtokolt részére utal.
Egy másik magyarázat szerint a pelikán régi magyar nevéről (patonya) kapta a nevét.
Népetimológiaként Batu tanya is ismert, ami szerint a tatár kán harcosainak szálláshelye lett volna itt.
Nevének ejtése különleges: aki valaha is élt Battonyán, az rövid t-vel, Batonyaként mondja.

## Fekvése
Az Alföld és a megye délkeleti részén, a Száraz-ér mellett, a román határ közvetlen közelében található. Békés-megye legdélebbi települése. Határátkelőhely üzemel Tornyán át Romániába. Az országhatár körülbelül 6 kilométerre helyezkedik el a várostól.
Szomszédos települések: észak felől Kunágota, Magyardombegyház és Kisdombegyház, északkelet felől Dombegyház, nyugat felől Mezőhegyes, északnyugat felől pedig Mezőkovácsháza. Keleti és déli irányból a határ másik oldalán fekvő Pécska és csatolt települései: Tornya, Szederhát és Óbodrog, Kispereg és Németpereg szomszédosak vele.
Természetföldrajzilag az Alföld Körös–Maros köze középtájának Csanádi-hát nevű kistájához tartozik.

### Megközelítése

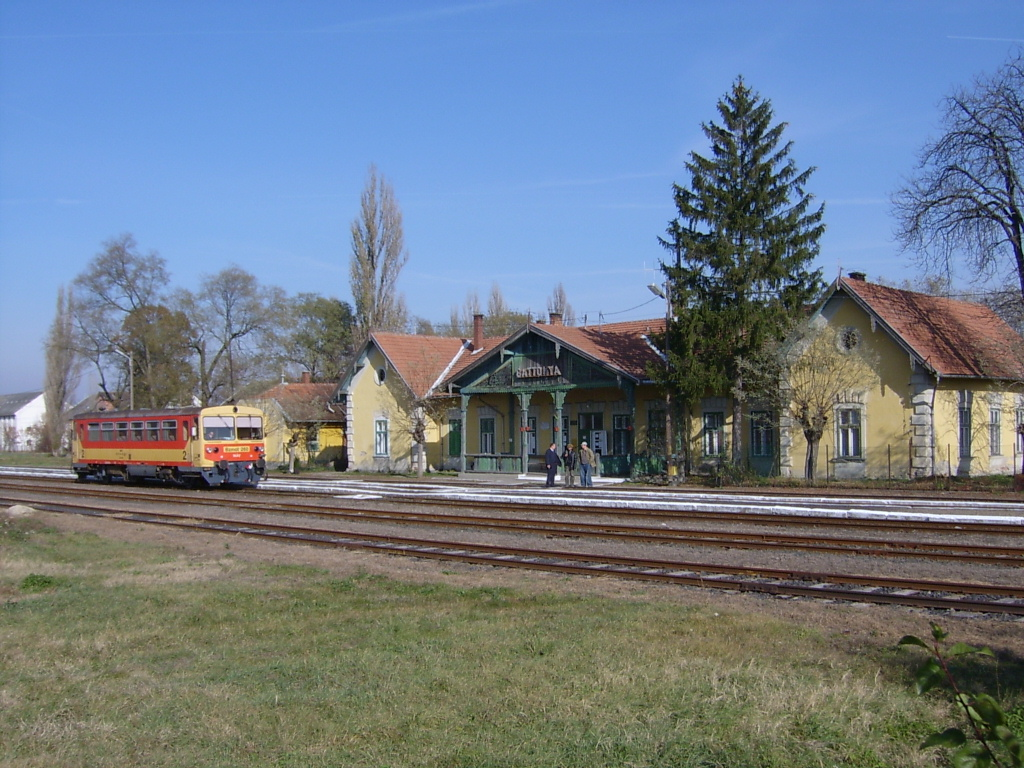
Battonya vasútállomása

Közúton Gyuláról (a 44-es főút felől) Eleken és Lőkösházán keresztül a 4444-es, Orosházáról (a 47-es főút irányából) Kaszaperen és Mezőkovácsházán át a 4428-as, majd a 4443-as úton érhető el. A 4444-es út kapcsolja össze Mezőhegyessel is, a megyeszékhely Békéscsabával viszont nincs közvetlen kapcsolata. Az országhatárral és a battonyai határátkelőhellyel a 4455-ös út, Magyardombegyházzal a 4442-es út köti össze. Tompapuszta nevű településrészére a 4444-es útból kiágazó 44 136-os út vezet.
A közúti tömegközlekedést a Volánbusz autóbuszai biztosítják.
Vonattal a MÁV 125-ös számú Mezőtúr–Battonya-vasútvonalán érhető el. Battonya vasútállomás Tompapuszta megállóhely után következik, mint a vasútvonal végállomása. A vasúti forgalom 2023. augusztus elseje óta szünetel. A megállóhely a már említett 44 136-os úton érhető el, míg a vasútállomást a településközpont körforgalmából dél felé kiágazó 44 331-es számú mellékút szolgálja ki.

## Története
A régió a kőkor óta lakott hely, ennek bizonyítékai a régészek által feltárt neolit telepek, illetve a nagy kiterjedésű bronzkori temető.

### Középkor
Első írásos említése 1340-ből származik, Bothanyaegyháza néven.
Az 1437-ben feljegyzett első birtokosa szekcsői Herczeg Rafael, boszniai választott püspök volt. A század közepén már a Lackffyak birtoka, majd a temesi főispán, Harapkói Bothos András tulajdonába került. 1445. február 6-án pedig Hunyadi Jánost iktatta birtokba az aradi káptalan. Már a Lackffyak korában Alsó-, Középső- és Felső-Battonyára oszlott a népes helység.
Hunyadi Mátyás, aki addig a lippai vár fenntartására fordította a falu jövedelmeit, 1463. február 19-én édesanyja, Szilágyi Erzsébet udvartartására ajándékozta, hat más birtokkal együtt.

### Újkor
1563-ban, a török fenyegető közelségében már csak 87 adózó jobbágy él itt, akik (nevük alapján) mind magyarok. (Borovszky Samu: Csanád vármegye története).
1529-től a település a török portyázások állandó célpontja lett. 1566. augusztus 30-án Gyula vára elesett, így Battonya is török kézre került. A török és magyar által egyaránt sarcolt, adóztatott falu pusztulása 1596-ban következett be, amikor a Báthory Zsigmond politikai fordulatán felbőszült III. Mehmed szultán a Máramaros környékéről mozgósított tatár csapatok dúlásának engedte át a vidéket. A kiürült területet délről menekülő félnomád délszláv telepesek foglalták el, de 1693-ban őket is elsöpörte a császári csapatok elől visszavonuló, Csanád vármegye szabad rablására engedett török-tatár sereg.
A hódoltság után Battonya a kincstár birtokába került. 1720-ban mindössze 24 adófizető jobbágyot számlált a Possessio Batonya Cameralis, akik közül a közölt névsor alapján 20 szerb, 2 román és egy magyar. E szerbek még a Balkánról visszavonuló császári seregekkel érkeztek, és Heissler Donát császári tábornok telepítette le őket a szinte kipusztult Csanád, Arad és Zaránd vármegyékbe. Ez időben Csanád vármegye, amely ekkor csak Battonya, Makó, Földeák és Tornya településekből állt, mindössze 2500 főt számlált.
Leírás a településről a 18. század végén:	
```
"BATONYA: Magyar, rátz, és oláh falu Csanád Vármegyében, lakosai katolikusok, és ó hitűek, fekszik Tornyához közel, mellynek filiája, mivel határja magossan fekszik, piatzozása Aradon és Szegeden, mellyektöl távol fekszik, termékenysége középszerű, második Osztálybéli."
 		
(
Vályi András
: 
Magyar országnak leírása
, 
1796
–
1799
)
```

### 19. század
1839-ben Battonya mezőváros lett, e rang azonban 1871 után puszta címmé vált, majd 1886-tól az egész országban megszűnt. Battonya rangja a polgári közigazgatás időszakában, az 1870-es évektől 1950-ig nagyközség volt.
A világosi fegyverletétel után, a XIX. század második felére a település Csanád vármegye második legnépesebb városa volt. Az 1800-as évek utolsó harmadában a mezőváros nagy fejlődésnek indult: 1870-ben gőzmalom épült, 1872-ben telekkönyvi hivatal kezdte meg működését, 1875-ben téglagyár létesült. 1882-ben megépült a vasút, majd 1884-ben szikvízgyár jött létre, 1885-ben takarékpénztár, 1886-ban pedig dohánybeváltó létesült. Szintén az 1880-as, 1890-es években jött létre az első temetkezési vállalkozás, a tűzoltó-egylet, a vöröskeresztes egylet. Ekkor létesült a távírda, a nyomda és egy faiskola is. Szintén ekkor jött létre a kisdedóvó (óvoda) és a felső leányiskola is.
Az 1890-es évek parasztmozgalmai Battonyát is elérték: 1891-ben agrárszocialista felkelés tört ki, melyet a csendőrség levert. A felkelés 75. évfordulóján a város akkori vezetése emléktáblát állított a városháza bejárata mellé, és ez máig megtalálható.
1896-ban, a millennium évében megépült a nagy méretű, kétoldali karzatos klasszikus stílusú zsinagóga és rabbiház. Ezzel a két épülettel létrejött az izraelita hitközség központja.

### 20–21. század
1930-ban 12 718 lakosából 9784 magyar, 1591 szerb, 1155 román, 116 szlovák és 61 német.
Az első világháború után, a Trianoni békeszerződés következtében Battonyából, a térség gazdasági és közigazgatási központjából egy elsorvasztásra kárhoztatott határszéli település lett. A település reménytelennek ítélt sorsát mutatja az is, hogy a két világháború között a lakosok tömegesen költöztek el a községből.
A rendszerváltás előtt a hivatalos álláspont szerint a német hadsereget üldöző szovjet Vörös Hadsereg csapatai itt lépték át először a Magyarország határát 1944. szeptember 23-án. Valójában a szovjet csapatok már 1944. augusztus 26-án átlépték a magyar határt az akkor Észak-Erdély visszacsatolásával Magyarország részét képező Ojtozi-szorosban.
1950 előtt a Battonyai járás székhelye volt Csanád vármegyében, az 1950-es megyerendezéskor, a megyék jelenlegi határainak kialakításakor került Békés megyéhez, és ugyanabban az évben csatolták a Mezőkovácsházi járáshoz.
1989-ben nyilvánították várossá. Buszállomással és vasútállomással rendelkezik.
SOS Gyermekfalu: ?
2018. március 9-én adták át a HerbaPharm Europe Kft. és a Calendula Szövetség közös terve alapján létrehozott gyógynövény-feldolgozó üzemet. Az üzemben magyar kutatók által megalkotott, világszabadalmi bejelentéssel védett eljárás során öt növényfaj magjaiból (lenmagból, kendermagból, máriatövis-magból, fűszerkömény-magból és citrommagból) az eddigieknél koncentráltabb formában nyerik ki a hatóanyagokat, és készítenek belőlük kivonatokat, étrend-kiegészítőket és krémeket. A nyersanyagot főként a Dél-Békésben termesztett gyógynövények szolgáltatják.

## Közélete

### Polgármesterei
| Polgármester | Polgármester        | Polgármester |  |
| ------------ | ------------------- | ------------ |  |
| 1990–1994    | Takács Dezső        | független    |  |
| 1994–1998    | Takács Dezső        | független    |  |
| 1998–2002    | Takács Dezső        | független    |  |
| 2002–2006    | Takács Dezső        | független    |  |
| 2006–2010    | Dr. Karsai József   | MSZP         |  |
| 2010–2014    | Dr. Karsai József   | MSZP         |  |
| 2014–2019    | Marjai János György | független    |  |
| 2019–2024    | Boros Csaba         | független    |  |
| 2024–        | Mákos Árpád         | független    |  |

Battonya 1989 óta város. A település képviselő-testülete (a polgármesterrel együtt) 9 főből áll. A településen cigány, román és szerb nemzetiségi önkormányzat is működik. A város jegyzője: dr. Varga István Tamás.

## Népesség
A település népességének változása:
| Lakosok száma | 5974 | 5952 | 5516 | 5494 | 5031 | 4966 | 4860 |
|               | 2013 | 2014 | 2019 | 2021 | 2022 | 2023 | 2024 |

### Népcsoportok
Lakossága nemzetiségi kötődés szerint: magyar 83,8%; szerb 5,1%; román 3,7%; cigány 1,7%; német 0,3; szlovák 0,2; ismeretlen, illetve nem válaszolt: 5,4%. (KSH, 2002)
A 2011-es népszámlálás során a lakosok 77,9%-a magyarnak, 2,3% cigánynak, 0,3% németnek, 8,4% románnak, 5,2% szerbnek, 0,2% szlováknak mondta magát (19,8% nem nyilatkozott; a kettős identitások miatt a végösszeg nagyobb lehet 100%-nál).
2022-ben a lakosság 82,5%-a vallotta magát magyarnak, 12,2% románnak, 4,8% szerbnek, 0,9% cigánynak, 0,5% németnek, 0,1-0,1% bolgárnak, ukránnak és szlováknak, 1,9% egyéb, nem hazai nemzetiségűnek (13,1% nem nyilatkozott; a kettős identitások miatt a végösszeg nagyobb lehet 100%-nál).

## Vallás
A 2001-es népszámlálási adatok alapján a lakosság kb. 51%-a római katolikus, kb. 7,5%-a református, kb. 1%-a görögkatolikus és kb. 0,5%-a evangélikus vallású. Más egyházhoz (főleg román ortodox és szerb ortodox) vagy felekezethez a lakosság kb. 6,5%-a tartozik, míg nem tartozik egyetlen egyházhoz sem, vagy nem válaszolt kb. 33,5%.
2011-ben a vallási megoszlás a következő volt: római katolikus 34,3%, református 6,1%, evangélikus 0,5%, görögkatolikus 0,3%, egyéb (főleg ortodox) közösséghez tartozott 7,2%, felekezeten kívüli 25,8% (25,7% nem nyilatkozott).
2022-ben vallásuk szerint 23,1% volt római katolikus, 6,6% ortodox, 5,1% református, 0,9% egyéb katolikus, 0,8% egyéb keresztény, 0,6% görög katolikus, 0,3% evangélikus, 20,8% felekezeten kívüli (41,7% nem válaszolt).

### Római katolikus egyház
Az egyházközséget remetei Kőszeghy László csanádi püspök alapította 1810-ben, előtte a tornyai plébánia leányegyháza volt. Kezdettől a Kincstár volt a kegyura. A Szeged-Csanádi Egyházmegye (püspökség) Békési Főesperességében lévő Orosházi Esperesi Kerületéhez tartozik, mint önálló plébánia. Plébániatemplomának titulusa: Szentháromság. Római katolikus anyakönyveit 1810-től vezetik.

### Református egyház
A Tiszántúli Református Egyházkerület (püspökség) Békési Református Egyházmegyéjébe (esperesség) tartozik, mint missziói egyházközség.

### Evangélikus egyház
A Déli evangélikus egyházkerület (püspökség) Nyugat-Békési Egyházmegyéjében (esperesség) lévő Tótkomlósi Evangélikus Egyházközséghez tartozik, mint leányegyház.

### Görögkatolikus egyház
A Szórvány Helynökség Makói parochiájához tartozik, mint filia. Templomának védőszentje: Szent Miklós.

### Szerb ortodox egyház
A Budai szerb ortodox egyházmegye (püspökség) – melynek a székhelye Szentendrén van – Szegedi Esperességéhez tartozik, mint önálló parókia.

### Román ortodox egyház
A Gyulai Román Ortodox Püspökséghez tartozik, mint önálló parókia. Templomának védőszentje: Szent György.

## Természeti értékek
- A településhez tartozó Purgly-major udvarán áll egy kb. 250-300 éves, védett kocsányos tölgyfa. Törzskerülete 580 cm.[24]
- Tompapusztai löszgyep: A Körös–Maros Nemzeti Park fokozottan védett, 21 hektáros területe. Jelentőségét a veszélyeztetett társulás(ok) nagysága, egybefüggő volta adja. Csak engedéllyel látogatható![25]

## Látnivalók
- Római katolikus (Szentháromság-) templom: Az 1814-ben eredetileg egytornyúnak épített, klasszicista stílusú templomot 1934 és 1938 között építették át kéttornyúra, neobarokk stílusban, dr. Pozsonyi Zoltán tervei alapján. Oltárképét és freskóit Molnár C. Pál festette.
- Földmunkásmozgalmi emlékmű: Búza Barna készítette 1981-ben, az 1891-es zendülés emlékére.
- Petőfi Sándor mellszobra: Szintén Búza Barna alkotása.
- I. világháborús emlékmű.
- II. világháborús emlékmű: Návay Sándor alkotása.
- Szabadság-emlékmű: 1974-ben készítette Madarassy Walter. Egy rab madár kiszabadulását ábrázolja.
- Szerb ortodox templom: 1778–79-ben épült, késő barokk stílusban. Egyhajós, félköríves záródású szentélyű, homlokzati tornyos épület. Ikonosztázát – amely 1820-ban készült – Bantkó János faragta, képeit Sava Petrovic és Dusan Aleksic festette.
- Kőkereszt: 1827-ben készült, empire stílusban.
- Román ortodox (Szent György-) templom: 1909-ben épült, romantikus stílusban. Főhomlokzatán, a karzat felett emelkedik vörösréz fedésű tornya. Ikonosztázát Ioan Cortîrla és Aurel Cortîrla faragta, ikonjait B. Delliomini készítette.
- Román ortodox parókia: A házban született Magdu Lucián költő, filmrendező.
- Görögkatolikus (Szent Miklós-) templom.
- Városháza: 1890-ben épült. Tornyos, szecessziós épület. Az emelet és a tűztorony 1910-ben épült rá.
- József Attila szobra: Kelemen Kristóf alkotása.
- Mikes Kelemen mellszobra: Búza Barna készítette.
- Kaszinó: 1885 körül épült, neoreneszánsz stílusban. Emeleti középrizalitjában bálterem található, mennyezetén díszítő festéssel.
- Református templom: 1884-ben épült, eklektikus stílusban. Egyhajós, egytornyos épület.
- Evangélikus templom.
- Molnár C. Pál-emlékház: Neoklasszicista stílusban épült. A festőművész szülőfalujának ajándékozott képeit bemutató állandó kiállítás.
- Molnár C. Pál mellszobra: Búza Barna alkotása.
- Templomrom: XI. századi, téglából épült, román stílusú kerektemplom maradványa. Az alapfal szentélyrészét az út árka elroncsolta.
- Zsidó temető: A nagyméretű zsidó temetőben az 1800-as évek elejétől kezdve az 1960-as évekig temettek. A gondozatlan, bekerített sírkertben nyugszik a város egykori jómódú polgárságának legtöbb tagja, az ügyvédek, nagykereskedők, orvosok, iparosok, értelmiségiek, a Kohn, Heim, Grosz, Schwacz, Berg, Klein, Koch családok tagjai. A sírkert szélén romjaiban még áll a millennium idejében épült ravatalozó épülete.
- Római katolikus (Szent Mihály-) temetőkápolna.
- SOS Gyermekfalu: 1986. szeptember 27-én 12 hagyományos stílusú épülettel megnyílt az első magyarországi gyermekfalu, amely családias neveltetést biztosít elhagyott vagy árva gyerekeknek.( hivatalos honlap) Az intézmény létrehozása Puja Frigyes külügyminiszter közbenjárásának is köszönhető. A battonyait később Kecskeméten és Kőszegen épültek követték.
- Hermann Gmeiner mellszobra: A családi rendszerű gyermekmentő mozgalmat elindító professzor mellszobrát Marton László készítette.
- Battonyai Termál Strandfürdő: A városban májustól szeptemberig nyitva tartó termálvizű strand működik. 2 úszó-, 1 tan- és 1 termálmedencével.

## Sport
- Az 1908-ban alapított Battonyai Testgyakorlók Köre (BTK) labdarúgó-csapata a Békés megyei bajnokság II. osztályában szerepel.
- Battonyai Sakk Egyesület.
- Battonyai Gödrösöki Sporthorgász Egyesület.[26]
- Barátság Sportegyesület Battonya – taekwon-do és kick-box szakosztályok

## Híres emberek

### Battonyán született
- Bánkuti Imre (1927-2009) történész, a Rákóczi-szabadságharc neves kutatója
- Purgly Emil, politikus, főispán, földművelésügyi miniszter (1880–1964)
- Bélyácz Iván, akadémikus, közgazdász professzor (1949–)[27]
- Gyulay Endre, püspök (1930–2024)
- Karsai József, MSZP országgyűlési képviselője;politikus (1944–)
- Kiss Ottó, író, költő (1963–)
- Magdu Lucián Evor orvos, költő, filmrendező (1937. április 23. – 1968. május 22.)
- Molnár C. Pál, Battonya díszpolgára 1935-től; festőművész (1894–1981)
- Nagy Dániel (1886–1944) író, újságíró
- Oroján István festő, szobrász (1947–)
- Petrovics György országgyűlési képviselő, Makó polgármestere (1878–1950)
- Poós Zoltán, költő, író (1970–)
- Puja Frigyes, Battonya díszpolgára; politikus, külügyminiszter (1921-2008)
- Hervay István magyar politikus, alispán (1861–1938)
- Verba Imre szobrász (1920-2002)
- Kósa József állatgondozó és állatidomár, a veresegyházi medveotthon alapítója és kulcs figurája (? – 2019. május 9.)

### Battonyán halt meg
- Verhovay Gyula, újságíró, politikus (*1906. április 20.)
- Lögérpatonyi Hervay Kálmán, főszolgabíró, Csanád vármegye törvényhatósági bizottságának tagja, Ferenc József-rend lovagja (†1907. szeptember 27.)

### Megfordult Battonyán
- József Attila, költő
- Meszölyi Ágnes író (?–2022)
- Tikos Péter (1974–) grafikusművész

## Battonya díszpolgárai
1900(?) Hervay Kálmán
1918. Fodor Manó
1935. Molnár C. Pál
1981. Filip Gyeniszevics Kíva
1981. Vaszil Pavlovics Brjuhov
1999. Puja Frigyes
1999. Heszler József
2001. Helmuth Kutin
2009. Klivényi Lajos
2010. Dr. Hermann Éva
2017. Gyulay Endre
2018. Kreszta Traján
2018. Dénes Mihály (posztumusz)
2019. Szutor Lászlóné

## Testvérvárosai
- Belcsény, Szerbia (1997)
- Lippa, Románia (1997)
- Pécska, Románia (1996)

## Egyéb
Battonya a magyar kriminalisztika történetébe is sajnálatos módon bekerült: itt követték el 2010 nyarán az egyik legkegyetlenebb gyilkosságot a kübekházáról származó K. Rékán.